# Coleman (entreprise)
Pour les articles homonymes, voir Coleman.
Ne doit pas être confondu avec Coleman Manufacturing Company (en), entreprise textile américaine.
Coleman Company, Inc. ou simplement Coleman, est une ancienne compagnie d'équipement de loisirs extérieurs, en particulier de camping, aujourd'hui une marque de Newell Brands. Son siège social est à Chicago, mais ils ont des installations à Wichita, au Kansas, et au Texas. Coleman emploie environ 3 690 personnes.

## Histoire

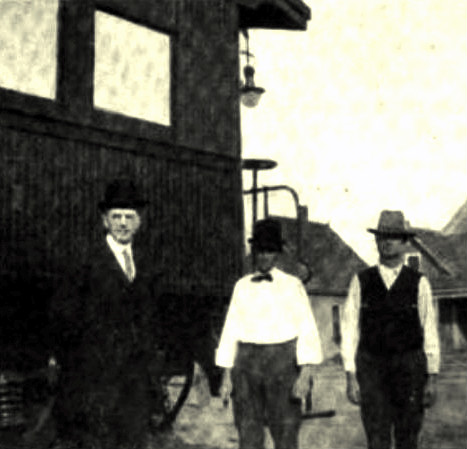
Trois ouvriers ayant installé une lampe Coleman sur un train-église à Wichita.

Coleman est fondée en 1900 par William Coffin Coleman, lorsqu'il a commencé à vendre des lampes à pétrole à Kingfisher en Oklahoma. L'entreprise a démontré ses produits lors de la Partie de football Cooper contre Fairmount 1905 (en), aujourd'hui le Sterling College (en) et l'Université d'État de Wichita. Les lampes Coleman ont été utilisées lors du premier match de nuit (en) à l'ouest du Mississippi. L'entreprise acquiert en 1996 la société française Campingaz. Après diverses transactions entre Sunbeam Products (en), puis Jarden, Coleman est devenue une filiale de Newell Brands.

## Produits

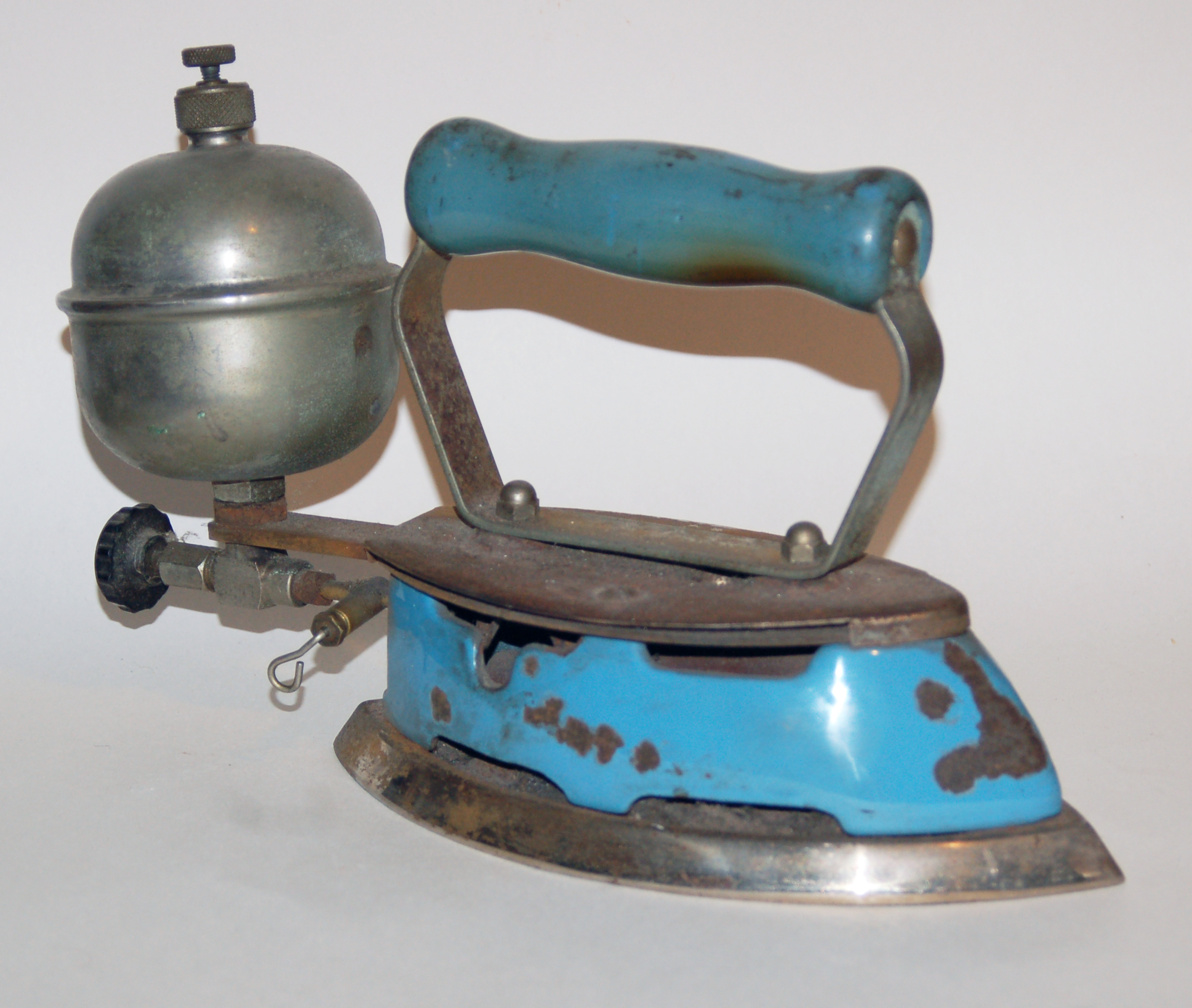
Ancien fer à repasser Coleman.

À travers son histoire, la compagnie a produits une panoplie de produits d'extérieur et de camping. Parmi ceux-ci, le plus fameux est peut-être la lanterne Coleman (en), une série de lampes à essence qui maintenant utilisent de l'essence Coleman (en) (Essence F) ou du propane pour fonctionner. Celles-ci utilisent un ou deux manchons à incandescence pour produire une lumière forte.
Auparavant, Coleman a aussi produit des fours et des fers à repasser pour l'utilisation à domicile. Depuis lors, ils fabriquent des réchauds de camping, mais ont aussi été les créateurs de l'iconique four portatif des G.I. (en). D'autres produits incluent des sacs de couchage, des glacières, des baignoires, des générateurs électriques, des montres, des sandales, des tentes, des jouets pour chiens, ou encore des sac à dos. Ils offrent aussi une gamme de bateaux comme des canoës, des pontons, des jon boat (en), ainsi que leur unique scanoe (en). Ils ont aussi vendu anciennement des caravanes, des motoneiges et des voiliers Hobie Cat. Ils ont aussi commencé à vendre des barbecues. Beaucoup de leurs produits sont en vente dans les magasins Canadian Tire.
Une autre entreprise éponyme, Coleman Heating and Air Conditioning, vend des ventilateurs et des climatiseurs. Elle est possédée par Johnson Controls, qui utilise le nom et le logo Coleman sous licence.
La Coleman Company, Inc. vend aussi des quads, manufacturés en Chine par un fabricant appelé Hisun.